# Вешняково
Вешняково — бывшее село в России, вошедшее в состав Москвы в 1960 г. Находилось на территории современного района Вешняки.

## История
Село впервые упоминается с 70-х годов XVI в., как деревня Вешняково, или ранее Найденова-Чурилова. Название, скорее всего, связано с именем служилого человека конца XIV в. — Ивана Григорьевича Чурилова.
В 1577 г. после Ливонской войны на месте деревни была пустошь, владельцем которой был боярин Иван Васильевич Шереметев. При его сыне Фёдоре Ивановиче, которому принадлежали Гиреево и Кусково, в деревне были построены деревянные боярские хоромы, и в 1646 г. была возведена каменная церковь Воскресения Христова. Вешняково стало селом в 12 крестьянских дворов.
После смерти Фёдора Ивановича владельцем села до 1678 г. был его внук — князь Яков Никитич Одоевский. Село стало приданым его дочери Марфе, которая стала женой князя Михаила Яковлевича Черкасского. При них в селе числились двор вотчинника, три двора дворовых людей и скотный двор, всего в имении проживало 14 человек.
В 1712 г. владельцем стал сын Марфы Алексей Михайлович Черкасский, который постоянно был занят государственной службой при дворе Петра I, а затем при императрице Елизавете Петровне. Тем не менее, князь начал перестройку каменной церкви.
В 1743 г. село получила в приданое его дочь Варвара, она вышла замуж за Петра Борисовича Шереметева. Он был сыном знаменитого генерал-фельдмаршала, владевшего соседним Кусковом. В конце XVIII в. село принадлежало графу Николаю Петровичу Шереметеву. При нём Вешняково стало «придатком» известной подмосковной усадьбы Кусково. В это время в Вешняках и ближних деревнях проживало 847 крестьян.
В 30-е годы XX в. жители села торговали картофелем и молоком. После строительства ветки Рязанского направления железной дороги, Вешняки стали быстро обстраиваться дачами. К 1930 г. насчитывалось более 500 домов и общественных зданий.
В 1937 г. храм, находящийся в селе, был закрыт. В годы Великой Отечественной войны здесь находилась женская снайперская школа.
Село Вешняки вошло в состав Москвы в 1960 г. и стало районом массовой жилищной застройки.

## Память
Память о селе сохранилась в названиях:
- Район Вешняки
- Вешняковский 1-й проезд
- Вешняковский 4-й проезд
- Вешняковская улица
- Железнодорожная платформа Вешняки